# Олена Сереброва
Альона Сереброва — українська дизайнерка, неодноразова переможниця міжнародних виставок і фестивалів моди, яка створила власну торгівельну марку жіночого одягу «SEREBROVA».

## Початок творчого шляху
Навчалась у Київському технологічному інституті легкої промисловості на факультеті індустрії моди.
1995, 1997 рр. — фіналістка студентського фестивалю моди (Санкт-Петербурґ).
2003 року — відкриття авторської дизайн-студії Олени Серебрової. Створення ТМ «SEREBROVA ».
Вересень, 2004 року — міжнародний фестиваль альтернативних театрів (Каїр, Єгипет). Перемога в номінації «Найкраща сценографія та костюми до спектаклю».
2004-2005 рр. — фестиваль «Таврійські ігри» (Каховка), екстрим-формат «Свято музики, краси та спорту». Альона Сереброва — дизайнер Конкурсу краси.
2005 року — участь у фестивалі моди «Київський подіум».
2006 року вперше представила свою колекцію на Ukrainian Fashion Week.
2006-2009 рр. — постійна учасниця Ukrainian Fashion Week.
2008 року — робота над фільмом «Райські птахи» (режисер Балаян Роман Гургенович).
Сереброва працювала над створенням корпоративного одягу для таких торгівельних марок як Mercedes-Benz, Subaru, Укрсіббанк Україна, співпрацювала з танцювальними та театральними колективами, поєднує модні тенденції з надбаннями видатних митців музики та живопису.

## Міжнародна царина моди
Березень, 2009 року — дебют на «Volvo-Неделя Моды в Москве», колекція «Наруто» сезону осінь-зима 2009—2010. Сукня з цієї колекції була відзначена 8-м місцем у рейтинґу російського журналу «КЛЕО» за підсумками двох Тижнів моди (Russian Fashion Week та Volvo Fashion) як одна з найкращих коктейльних суконь наступного сезону. Сукні з мережива були відзначені в німецькій пресі.
З 2009 року — постійний учасник виставки WHO'S NEXT Prêt-à-Porter Paris.
Вересень 2010 року — презентація колекції в «GALERIES LAFAYETTE» у Берліні.
Жовтень 2011 року — фінальний показ на Fashion Week Serbia.
Наприкінці 2011 року Альона Сереброву запросили на FASHION WEEK SERBIA. Серед учасників Сербського тижня Моди були як місцеві дизайнери, так і зарубіжні: із США, Росії, Італії, Болгарії. Закривала FASHION WEEK SERBIA українська дизайнерка Альона Сереброва.
Листопад, 2012, фестиваль DEllA MODA RUSSA в Мілані — Альона Сереброва с брендом SEREBROVA була нагороджена бронзовою медаллю от Catherine Malandrino (відомий американський дизайнер) за найкращу колекцію, де просліджуються українські коріння дизайнера в ультрасучасній обробці.
Червень, 2014 — була запрошена як учасник першого PLITZ New York Fashion Week CHINA. PLITZ у Китаї під егідой New York Fashion Week об'єднав відомі світові бренди: SEREBROVA (Україна), MARIA ESCOTE (Іспанія), NADIA + ZEHRA (Італія).
2019, червень — учасниця фестивалю «Країна мрій», проект «Етно-fashion».
2019, 24 серпня — показ колекції бренду SEREBROVA Весна/Літо 2019 відбувся посеред центральної частини Києва, просто неба на вулиці Басейній. Головна мета події — поширення інформації про культуру України та формування іміджу країни у світі під брендом Ukraine NOW як сучасної та креативної країни майбутнього. Декоративна ідея колекції — Петриківський розпис (з 2013 року Петриківський розпис включено в репрезентативний список нематеріальної культурної спадщини людства ЮНЕСКО). Дизайнер Альона Сереброва показує, що народне мистецтво може й має бути прогресивним.

## Сьогодення бренду
2020, лютий — показ колекції SEREBROVA FW 20/21 відбувся в бізнес-терміналі Міжнародного аеропорту «Київ» ім. Ігоря Сікорського. Колекція «Секрет генія» була створена у співробітництві з видатним народним художником України, лауреатом Національної премії України імені Тараса Шевченка Іваном Марчуком.
Колекції дизайнера вражають принтовими елементами українського традиційного одягу, які присвячені миру, життю й любові. Так, весняно-літня колекція 2015 року під назвою "Молитва в паперових журавликах” отримала найвищу оцінку на Ukrainian Fashion Week і визнана найяскравішою з усіх представлених (в одязі переважали білі, блакитні й м'ятні кольори). Родзинка осінньо-зимової колекції (пальта, костюми, плаття) — геометричний принт і вишивка у вигляді мімози. Кольори — молочні, сірі, сині й коричневі.
Бренд Альони Серебрової поєднує багатство етнічних і національних особливостей світу, спадщину стародавніх культур, безмежні кольорові рішення класичного минулого та авангардного сьогодення.
Колекції бренду SEREBROVA представлені на Ukrainian Fashion Week, фестивалях моди країн Європи, Азії, Об'єднаних Арабських Еміратів.